# Koxhausen
Koxhausen är en kommun och ort i Eifelkreis Bitburg-Prüm i förbundslandet Rheinland-Pfalz i Tyskland.
Kommunen ingår i kommunalförbundet Verbandsgemeinde Südeifel tillsammans med ytterligare 65 kommuner.